# Germán Pezzella
Germán Alejo Pezzella (født 27. juni 1991) er en argentinsk professionel fodboldspiller, som spiller for La Liga-klubben Real Betis og Argentinas landshold.